# نیتریده‌کردن

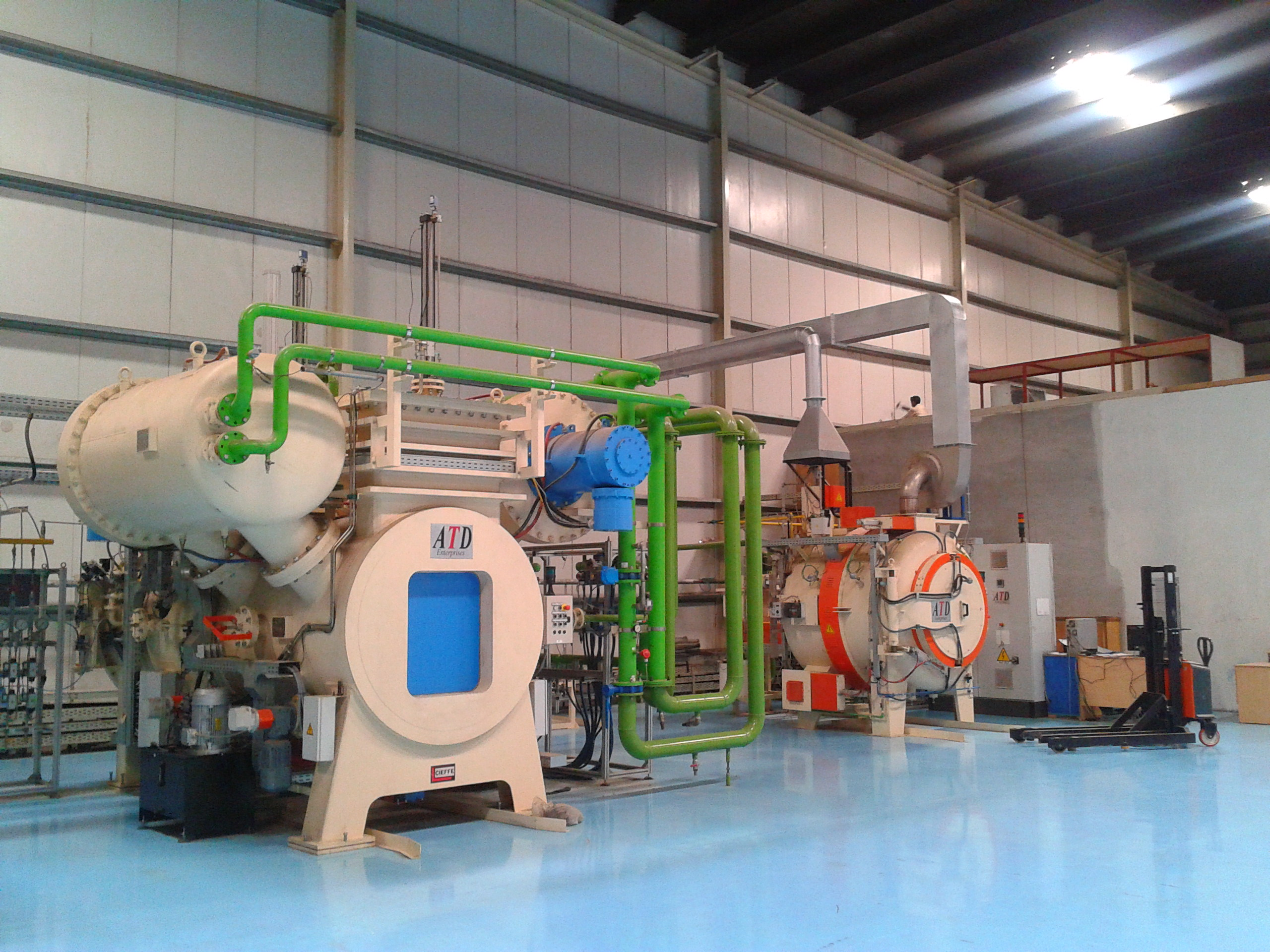
یک کوره مدرن و قابل کنترل با رایانه جهت نیتریده کردن

نیتریده کردن یا نیتروژن دهی (به انگلیسی: Nitriding) یک نوع عملیات حرارتی است که نیتروژن را بر روی سطوح یک فلز واپخش می‌کنند تا یک پوسته-سخت ایجاد شود. در این فرآیند فلز در محیط غنی از نیتروژن تا دمای پایین تر از دمای AC1 گرم می شود و با نگهداری فلز در این دما به مدت زمان کافی، نیتروژن به داخل آلیاژ نفوذ می کند. با نفوذ نیتروژن و تشکیل انواع نیتریدها، لایه سطحی آلیاژ سخت میگردد. بنابراین بعد از این عملیات نیازی به کوئنچ کردن نمی باشد.از این فرایند بیشتر برای فولادهای کم-کربن، کم-آلیاژ استفاده می‌شود. همچنین برای فولادهای کربن-متوسط و کربن-بالا،تیتانیم، آلومینیوم، کروم، وانادیم و مولیبدن نیز استفاده می‌شود. این عناصر هنگام تماس با نیتروژن اتمی در سطح قطعه، نیتریدهای پایدار و سخت مانند نیتریدهای کروم، نیترید تیتانیوم، نیتیرید آلومینیوم و موارد دیگر تشکیل می دهند. در واقع سختی زیاد لایه های سطحی فولادهای نیتریده شده ناشی از وجود همین ذرات بسیار ریز و پراکنده نیتریدهای آلیاژی می باشد.
نیتروژن لازم برای این فرآیند را می توان با تجزیه گاز آمونیاک یا نمک های سیانیدی به دست آورد.

## کاربردها
از این فرایند بیشتر برای عملیات حرارتی فولاد ها برای ساخت قطعاتی چون چرخدنده‌ها، میل بادامک، پیرو بادامک، اجزای شیرآلات، مارپیچ اکسترودر، ابزارهای ریخته‌گری دایکست، قالب‌های فورجینگ، اجزای تفنگ، انژکتورها و قالب‌های تزریق پلاستیک استفاده می‌شود.

## تاریخچه
بررسی سیستماتیک اثر نیتروژن بر خصوصیات سطح فولاد از دهه 1920 آغاز شد. تحقیقات در مورد نیتریده کردن گازی به طور مستقل در آلمان و آمریکا آغاز شد. این روند با اشتیاق در آلمان مورد استقبال قرار گرفت و چندین سری فولاد با کمک نیتروژن دهی تولید شد. استقبال در آمریکا کمتر چشمگیر بود. با توجه به تقاضای بسیار اندک ، روند کار در ایالات متحده فراموش شد. پس از جنگ جهانی دوم ، این روند از اروپا دوباره آغاز شد. در دهه های اخیر تحقیقات زیادی برای درک ترمودینامیک و سینتیک واکنش های موجود انجام شده است.

## فرایندها

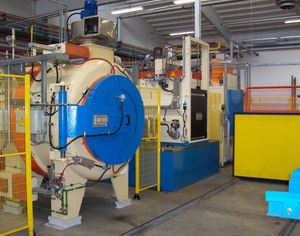
کوره نیتریده کردن صنعتی

### نیتروژن دهی با گاز
در نیتروژن دهی با گاز، اهداکننده معمولاً یک گاز غنی از نیتروژن مانند آمونیاک (NH3) است. به همین دلیل به آن نیتروژن دهی با آمونیاک نیز گفته می‌شود. این فرآیند در محدوده دمایی پایداری فریت (پایین تر از درجه حرارت یوتکتوئید) و معمولا بین 495 - 565 درجه سانتی گراد در کوره های الکتریکی انجام می گیرد.
از انواع فرآیند های نیتروژن دهی گازی میتوان فرآیند های زیر را نام برد:
1. نیتروژن دهی توسط آمونیاکِ مخلوط با گاز مکمل ازت (نیتروژن) یا یک گاز خنثی
2. نیتروژن دهی توسط آمونیاکِ مخلوط با گازهای مکمل اکسیژن زا (اکسی نیتریدینگ)
3. نیتروژن دهی توسط آمونیاکِ مخلوط با گازهای مکمل مونوکسید کربن (CO) ، یا دی اکسید کربن (CO2) و یا گازهای غنی از کربن مثل بوتان و پروپان (نیتروکربورایزینگ)
4. نیتروژن دهی توسط آمونیاکِ مخلوط با ترکیب گازی گوگرد دار (سولفونیتریدینگ)
5. گازدهی چند مرحله ای با ترکیبی از روش های بالا[۳]

### نیتروژن دهی حمام نمک
در نیتروژن دهی حمام نمک، عامل اهداکننده نیتروژن معمولاً یک نمک حاوی نیتروژن مانند نمک سیانید است. این عامل علاوه بر نیتروژن، کربن نیز اهدا می‌کند که باعث ایجاد یک فرایند کربو-نیترید دهی (نیتروکربورایزینگ) می‌شود. نیتروژن دهی مایع معمولاً در حمام نمک مذاب سیانیدی و یا سیاناتی و به چندین روش انجام می گیرد.
در این فرآیند، قطعات توسط گیره درون کوره قرار گرفته و عملیات در دمای 500-565 و برای زمان 1-10 ساعت انجام می گیرد و برای کنترل روی دما معمولا از کوره الکتریکی استفاده می شود. پس از شروع گرمادهی به کوره و قبل از رسیدن به دمای 150، هوای موجود در کوره از آن خارج می گردد تا از اکسید شدن سطح قطعات و اجزا درون کوره جلوگیری شود. سپس گاز آمونیاک خشک (99/98%  NH3) کوره دمیده شده و در سطح قطعه تجزیه می گردد و نیتروژن اتمی به سطح قطعه نفوذ می کند و در اثر انجام واکنش با عناصر آلیاژی، نیتریدهای مختلف ایجاد می شود.
نیتروژن دهی گازی به دو روش انجام می گیرد:
1. نیتروژن دهی یک مرحله ای: در این روش، تجزیه آمونیاک حدود 15 - 30% و دمای کاری حدود 50-525 می باشد. ضخامت لایه سفید در این حالت زیاد می باشد و موجب ترد شدن قطعه می گردد.
2. نیتروژن دهی دو مرحله ای: این فرآیند که به Floe Process معروف است موجب به حداقل رسانیدن لایه سفید می گردد. مرحله اول شامل یک عملیات حرارتی در دمای 525 با 20 درصد تجزیه آمونیاک و به مدت 5-10 ساعت می باشد. در مرحله دوم دما تا 550 درجه سانتی گراد بالا برده می شود و میزان تجزیه آمونیاک 80 تا 85 درصد خواهد بود

### نیتروژن دهیپلاسمایا یونی

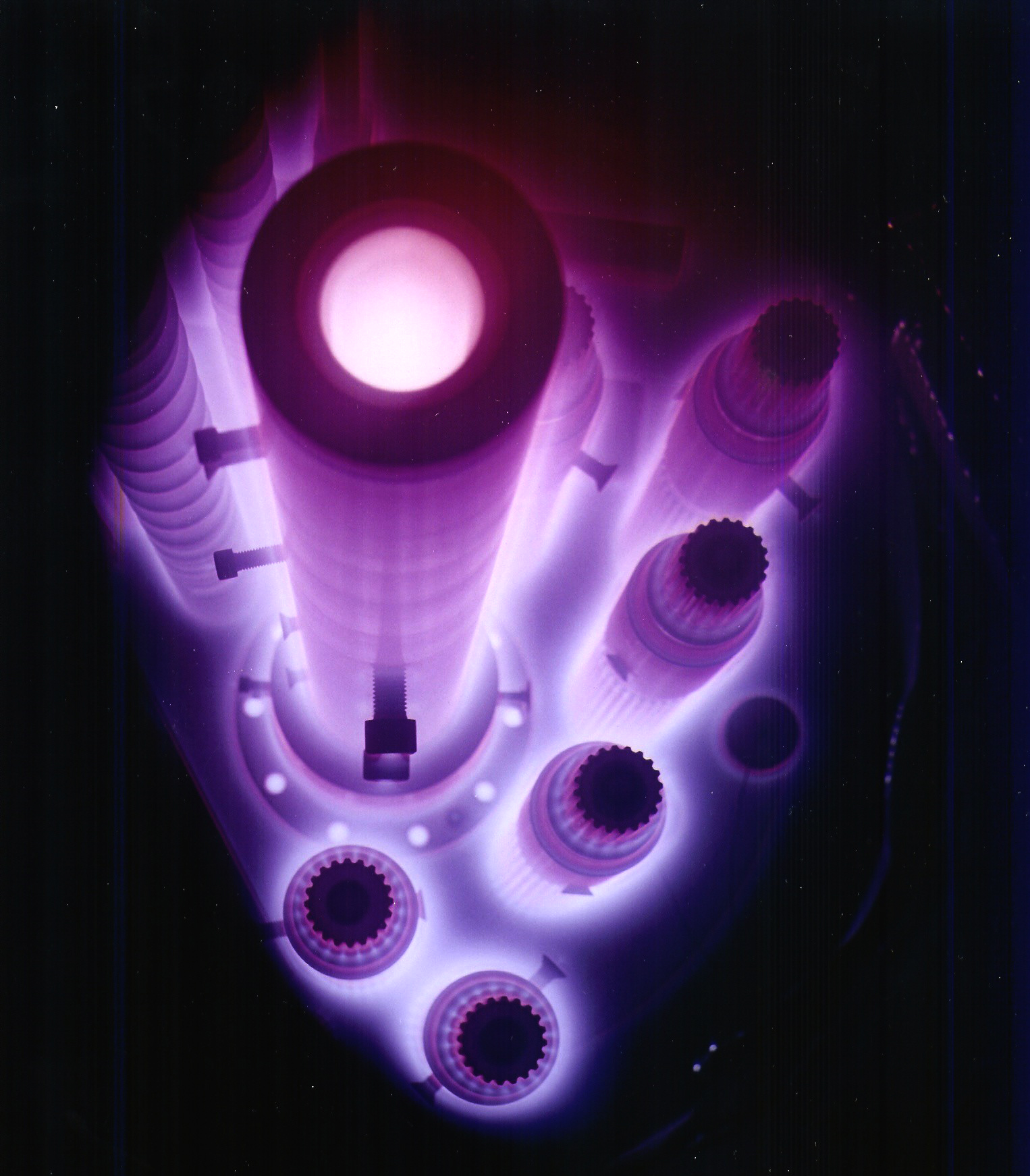
تجهیزات نیترید کننده پلاسما با لایه نازک از فرایند خلا برای اصلاح سطوح استفاده می کنند.

یکی از روش های پیشرفته مهندسی سطح نیتروژن دهی پلاسمایی می باشد که طی آن نیتروژن اتمی در محیط خلا و از طریق هاله پلاسما درون سطح قطعه نفوذ کرده و با ایجاد فازهای نیتریدی و بین نشینی باعث بهبود خواص سطح فلز می‌شود.
برای انجام این فرآیند، گاز نیتروژن و هیدروژن با فشار حدود 0.5 تا 10 میلی بار به همراه درصد مشخصی متان وارد محفظه ای خلا می شود. بدنه محفظه به قطب مثبت و قطعه کار نیز به قطب منفی وصل می شود. در نتیجه بدنه محفظه به عنوان کاتد و قطعه به عنوان آند واقع می شود.در اثر اعمال اختلاف پتانسیل 500 تا 1000 ولتی بین قطب های منفی و مثبت، ذرات گاز یونیزه شده و به سمت آند (قطعه) شتاب می گیرند. بعد از برخورد 90 درصد انرژی ذرات به انرژی حرارتی تبدیل شده و دمای مورد نیاز برای نیتروژن دهی فراهم می شود. پس از چند دقیقه از شروع فرآیند، نیتروژن اتمی در سطح قطعه نفوذ کرده و لایه های مختلف نیتریده را پدید می آورد.
در این فرآیند فقط بخش هایی از قطعه که در معرض بمباران ذرات یونیزه شده قرار دارند، نیتریده می شوند درنتیجه با پوشش سطح قطعه می توان از نیتریده شدن مناطقی که مورد نظر نیستند، جلوگیری کنیم.
از گازهای هیدروژن و آرگون پیش از انجام این فرآیند برای تمیز کردن سطح قطعه و از بین بردن لایه های اکسیدی آن برای افزایش کیفیت فرآیند استفاده کرد.
قطعه نیتریده شده به روش نیتروژن دهی پلاسما در اکثر مواقع آماده مصرف می باشد. این قطعه نیازی به ماشین کاری، پولیش و یا فرآیند های مشابه پس از نیروژن دهی ندارد. در نتیجه این پروسه بسیار کاربرپسند است و به صرفه جویی در انرژی کمک می کند.

## مواد برای نیتریده کردن
فولاد های SAE 4100, 4300, 5100, 6100, 8600, 8700, 9300 و سری 9800، فولاد های ضد زنگ، برخی فولاد ابزار (مانند H13 و P20) و چدن های خاص فولادهایی هستند که فرآیند نیتریده کردن آن ها آسان است. بطور ایده آل فولاد های مورد استفاده برای نیترید کردن باید ابتدا مراحل سخت کاری و فرآیند برگشت دادن را گذرانده باشند و دمای مورد نیاز برای نیتریده کردن آن ها کمتر از دمای آخرین فرآیند برگشت دادن انجام شده باشد.
در سال 2015 نیتریده کردن برای بوجود آوردن یک ریزساختار دو رشته ای (duplex microstructure) در یک آلیاژ منگنزی آهن براس افزایش خواص مکانیکی استفاده می شد.

## نیتروژن دهی فولادها
بنیتروژن دهی یک عملیات ترموشیمیایی است که در آن، نیتروژن به روش های مختلف به سطح فولاد اضافه می شود. به صورت کلی هر نوع فولادی که حاوی آلیاژهای نیترید-ساز باشد را می‌توان نیتریده کرد. کروم، مولیبدن، تیتانیوم، وانادیم و ترجیحاً آلومینیوم جزو این عناصر آلیاژی هستند. این فولادها نیتروژن را از طریق واپخش بر روی سطح خارجی از مواد واسطه اطرافشان جذب می‌کنند. پس از فرایند ساخت نیترید، فولاد سطحی بسیار سخت و ضدسایش پیدا می‌کند که این سختی می‌تواند برابر ۶۰۰ تا ۸۰۰ برینل (بسته به گرید و نوع فولاد) باشد. بیشترین مقدار سختی دقیقاً روی سطح اتفاق نمی‌افتد بلکه چندصدم میلیمتر زیر سطح ایجاد می‌شود. به لایه ی سطحی نیتریدهای آهن ʹγ و ɛ، لایه ی ترکیبی یا لایه ی سفید گفته می شود. در زیر این لایه ترکیبی، نفوذ نیتروژن تا یک ضخامتی ادامه می یابد (ناحیه ی نفوذی) و عمق این لایه نیتروره کمتر از یک میلی متر و در صنعت حدود 0.3 تا 0.6 میلی متر است.
برخلاف کربن دهی، در نیتروژن دهی نیازی به تغییر شکل ساختاری به آستنیت نبوده و این فرآیند در در درجه حرارت های پایین (زیر درجه حرارت یوتکتوئد یعنی حدود 591 درجه سانتی گراد) انجام می شود، زیرا نیتروژن هم در آهن α و هم در آهن γ می تواند نفوذ کند. در صنایع معمولا فرآیند نیتروژن دهی در دمای 500 - 525 درجه سانتی گراد انجام می شود. با افزایش دمای نیتروژن دهی، عمق نیتروره افزایش و سختی کاهش پیدا می کند. حداکثر دمای نیتروژن دهی حدود 610 درجه سانتی گراد و حداقل آن حدود 480 درجه سانتی گراد است. در این محدوده دمایی، فولاد را برای مدت زمان مشخصی با مواد نیتروژن ده در تماس قرار می دهند. نیتروژن اتمی در امتداد مرزدانه ها به لایه سطحی نفوذ کرده و از آنجا نفوذ به داخل دانه ها انجام می شود. در ادامه فرآیند نیترید های آهن و نیترید های آلیاژی تشکیل شده و رشد می کنند. 

## انواع نیتریدهای تشکیل شده در نیتریده کردن فولاد
با توجه به نمودار فازی آهن-نیتروژن، به ترتیب افزایش درصد نیتروژن فازهایی که در ضمن این عملیات در لایه سطحی فولاد ساده کربنی تشکیل می شود عبارتند از:
1. نیترید آلفا: محلول جامد نیتروژن در آهن با شبکه BCC.
2. نیترید گاما پیرین: اگر مقدار نیتروژن موجود بیشتر از حد حلالیت آن در فاز آلفا باشد.
3. نیترید اپسیلن: اگر مقدار نیتروژن بیشتر از 6 درصد باشد.
4. نیترید زتا: اگر نیتروژن بیشتر از 11 درصد و دما کمتر از 500 درجه سانتی گراد باشد.
5. نیترید گاما: محلول جامد بین نشین نیتروژن در آهن FCC و دما بالاتر از 590 درجه سانتی گراد باشد.[۴]

## جستار های وابسته
- عملیات حرارتی
- فولاد
- نفوذ
- کربن دهی
- کربو-نیترید دهی
- عملیات سطحی